# BibTeX
Pour les articles homonymes, voir BST.
BibTeX est un logiciel de gestion de références bibliographiques et un format de fichier (.bst) conçu par Oren Patashnik et Leslie Lamport en 1985 pour LaTeX. Il sert à gérer et traiter des bases bibliographiques.

## Mode de fonctionnement

### Création de la bibliographie
Dans un fichier LaTeX, des références sont faites à des entrées bibliographiques contenues dans un fichier d'extension .bib. Le fichier .bib contient une description des ouvrages sous la forme « mot-clef = valeur », par exemple, le fichier biblio.bib suivant :
```
 
@book
{
Ben62
,

    
title
 
=
 
"L'Oxydation des m\'etaux"
,

    
author
 
=
 
"J. B{\'e}nard and J. Bardolle and F. Bouillon and M. Cagnet%

       and J. Moreau and G. Valensi"
,

    
publisher
 
=
 
"Gauthier-Villars"
,

    
year
 
=
 
"1962"

 
}

```

Cet exemple indique :
- qu'il s'agit d'un livre (@book) ;
- que sa référence dans la source est Ben62 ;
- que son titre est L'Oxydation des métaux ;
- que ses auteurs sont J. Bénard et coll. ;
- qu'il a été édité chez Gauthier-Villars en 1962.

Noter la manière d'écrire des caractères accentués pour les auteurs : l'accolade ouvrante doit se trouver avant la contre-oblique ( "\"). Cette écriture est indispensable avec certains styles.
- address : l'adresse de l'éditeur ;
- abstract : résumé de l'article ;
- annote : une annotation ;
- author : nom(s) puis prénom(s) des auteurs séparés par and. Exemple : author = {DO, John and DUPOND, Marc}
- booktitle : le titre du livre ;
- chapter : le numéro de chapitre ;
- crossref : la clé d'une référence croisée ;
- edition : l'édition du livre ;
- editor : le nom de l'éditeur scientifique ;
- eprint : la spécification d'une publication électronique ;
- howpublished : comment il a été publié, si ce n'est pas avec une méthode standard ;
- institution : l'institution impliquée dans la publication (pas forcément l'éditeur) ;
- journal : la revue ou le magazine dans lequel le travail a été publié ;
- key : un champ caché utilisé pour spécifier ou remplacer l'ordre alphabétique des entrées (quand "author et "editor" ne sont pas présents) ;
- month : le mois de la création ou de la publication ;
- note : informations diverses ;
- number : le numéro du journal ou du magazine ;
- organization : le sponsor d'une conférence ;
- pages : les numéros de pages, séparés par des virgules ou sous forme d'intervalles ;
- publisher : le nom de la maison d'édition ;
- school : l'école dans laquelle la thèse a été écrite ;
- series : la collection dans laquelle la livre a été publié ;
- title : le titre du document ;
- type : le type ;
- url : l'adresse URL ;
- volume : le volume, dans le cas où il y a plusieurs volumes ;
- year : l'année de publication (ou de création s'il n'a pas été publié).

#### Type d'entrée

##### article
Un article, provenant d'une revue ou d'un magazine.

Champs requis : author, title, journal, year

Champs optionnels : volume, number, pages, month, note, key

##### book
Un livre.

Champs requis : author/editor, title, publisher, year

Champs optionnels : volume, series, address, edition, month, note, key, isbn

##### booklet
Un document imprimé, mais sans maison d'édition ou d'institution sponsor.

Champs requis : title

Champs optionnels : author, howpublished, address, month, year, note, key

##### conference
Identique à inproceedings ; inclus pour la compatibilité avec Scribe.

Champs requis : author, title, booktitle, year

Champs optionnels : editor, pages, organization, publisher, address, month, note, key

##### inbook
Une partie d'un livre, souvent sans nom. Peut être un chapitre et/ou un ensemble de pages.

Champs requis : author/editor, title, chapter/pages, publisher, year

Champs optionnels : volume, series, address, edition, month, note, key

##### incollection
Une partie d'un livre qui possède son propre titre.

Champs requis : author, title, booktitle, year

Champs optionnels : editor, pages, organization, publisher, address, month, note, key

##### inproceedings
Un article d'une conférence.

Champs requis : author, title, booktitle, year

Champs optionnels : editor, pages, organization, publisher, address, month, note, key

##### manual
Documentation technique.

Champs requis : title

Champs optionnels : author, organization, address, edition, month, year, note, key

##### mastersthesis
Un mémoire de master.

Champs requis : author, title, school, year

Champs optionnels : address, month, note, key

##### misc
Pour les documents qui ne correspondent à aucune des autres catégories listées.

Champs requis : aucun

Champs optionnels : author, title, howpublished, month, year, note, key, type

##### phdthesis
Une thèse de doctorat.

Champs requis : author, title, school, year

Champs optionnels : address, month, note, key

##### proceedings
Les débats (actes) d'une conférence.

Champs requis : title, year

Champs optionnels : editor, publisher, organization, address, month, note, key

##### techreport
Un rapport technique, publié par une école ou un autre institution, numéroté par série.

Champs requis : author, title, institution, year

Champs optionnels : type, number, address, month, note, key

##### unpublished
Un document qui possède un auteur et un titre, mais qui n'a pas été formellement publié.

Champs requis : author, title, note

Champs optionnels : month, year, key

### Utilisation de la bibliographie
On affiche la bibliographie dans le fichier .tex à l'aide de \bibliography{biblio} (si la bibliographie a été créée dans un fichier biblio.bib, pour reprendre notre exemple).
Pour citer une source dans le fichier source LaTeX, il suffit d'y placer \cite{Ben62} à l'endroit où l'on veut que celle-ci apparaisse.
L'affichage dans le fichier final dépendra du style choisi. Celui-ci est précisé à l'aide de \bibliographystyle{...} juste au-dessus de \bibliography{biblio}. Par exemple, le style alpha, précisé grâce à \bibliographystyle{alpha}, permet d'afficher la référence dans le fichier avec les initiales des auteurs. D'autres styles permettent d'afficher la référence avec un numéro de référence, le nom des auteurs, leur initiales, l'année (par exemple, initiales+année : BBB+62).
Il est possible de modifier le formatage des entrées (appels dans le texte et références bibliographiques) grâce à un fichier de style (extension .bst). Leur syntaxe est relativement compliquée (utilisation de la notation polonaise inversée). Le package BibLaTeX de LaTeX propose une syntaxe plus simple pour modifier les styles.

### Compilation
Après une compilation avec LaTeX, ces références seront mentionnées dans un fichier auxiliaire .aux. Il faudra alors compiler avec BibTeX le fichier .aux pour obtenir un fichier .bbl et un fichier .blg (fichier de log, rendant compte de la façon dont s'est passée la compilation).
Lors de la compilation suivante avec LaTeX, le fichier .bbl sera inclus à l'endroit où il a été appelé, grâce à la commande \bibliography{nom_bibliographie}.

## Où trouver des références au format BibTeX?
Les éditeurs de revues scientifiques en sciences exactes proposent souvent d'exporter les références dans plusieurs formats, dont le format BibTeX. Dans d'autres disciplines, les éditeurs donnant directement des références au format BibTeX sont plutôt rares. Il existe cependant des moteurs de recherche spécialisés :
- Google Scholar, un service du moteur de recherche Google, dispose d'une option permettant d'afficher les articles qu'il trouve au format BibTeX (Préférences Scholar → Gestionnaire des bibliographies → Afficher les liens permettant d'importer des citations dans BibTeX). Généralement, un auteur, une date avec éventuellement un mot du titre suffisent pour trouver l'article. Autre avantage, si l'orthographe est approximative, Google Scholar vous propose une correction ;
- le site CiteULike propose des références BibTex aux formats de différentes institutions scientifiques : Harvard, ACM, etc.
- MEDLINE[2] est une base de données bibliographiques regroupant la littérature relative aux sciences biologiques et biomédicales. La base est gérée par la Bibliothèque nationale de médecine des États-Unis d'Amérique ;
- Journal of the Optical Society of America[3], base de données bibliographiques des articles publiés dans ce journal spécialisé dans le domaine de l'optique et de l'imagerie ;
- The Collection of Computer Science Bibliographies[4] est une bibliographie informatique. Si une référence n'est pas présente, vous avez la possibilité de l'ajouter vous-même pour compléter la base ;
- Lead2Amazon[5] contient des références de livres (les livres sont généralement exclus des autres moteurs de recherche) ;
- Web of Science sur ISI Web of Knowledge est une base de données bibliographiques en sciences et permet de sauvegarder des notices en format BibTex ;
- Compendex et Inspec sur Engineering Village[6], des bases de données en génie et physique permettent de sauvegarder des notices en format BibTex ;
- ADS Abstract Service[7] est une base de données bibliographique pour l'astrophysique, la géophysique et la physique, gérée par la NASA. Chaque liste de publications obtenue par une recherche peut être exportée en format BibTex ;
- l'université de Trier (Allemagne) propose un service de recherche de références bibliographiques[8]
- Dans le domaine des sciences économiques, la base de données RePEc (Research Papers in Economics) fournit également de nombreuses références en format BibTex, tant pour des articles publiés que des articles de travail non publiés (working papers)[9].

### Logiciels de gestion de bibliographie pouvant utiliser BibTeX
- BibDesk (en), interface graphique pour gérer des bibliographies BibTeX sous Mac OS X, inclus dans MacTeX.
- Bibus, outil de gestion de références, compatible avec OpenOffice.org.
- Citavi, permet de gérer à la fois les références bibliographiques et les citations directes et indirectes, des commentaires et des idées propres.
- JabRef, interface graphique pour gérer des bibliographies BibTeX sur toutes les plates-formes.
- Pybliographer (en), outil facilitant la gestion et la création des bases de données BibTeX.
- Zotero, logiciel bibliographique libre, avec une extension spécifique Better BibTeX for Zotero.
- Mendeley, permet de gérer à la fois les références bibliographiques et les fichiers .pdf associés.